# Brytyjska Armia Renu
Istniały dwie formacje o nazwie Brytyjska Armia Renu (ang. British Army of the Rhine). Obie były pierwotnie wojskami okupacyjnymi w Niemczech, pierwsza działała po zakończeniu I wojny światowej, a druga po II wojnie światowej. Obu formacjom wyznaczono obszar odpowiedzialności wokół niemieckiego odcinka rzeki Ren.

## Historia

### 1919–1929

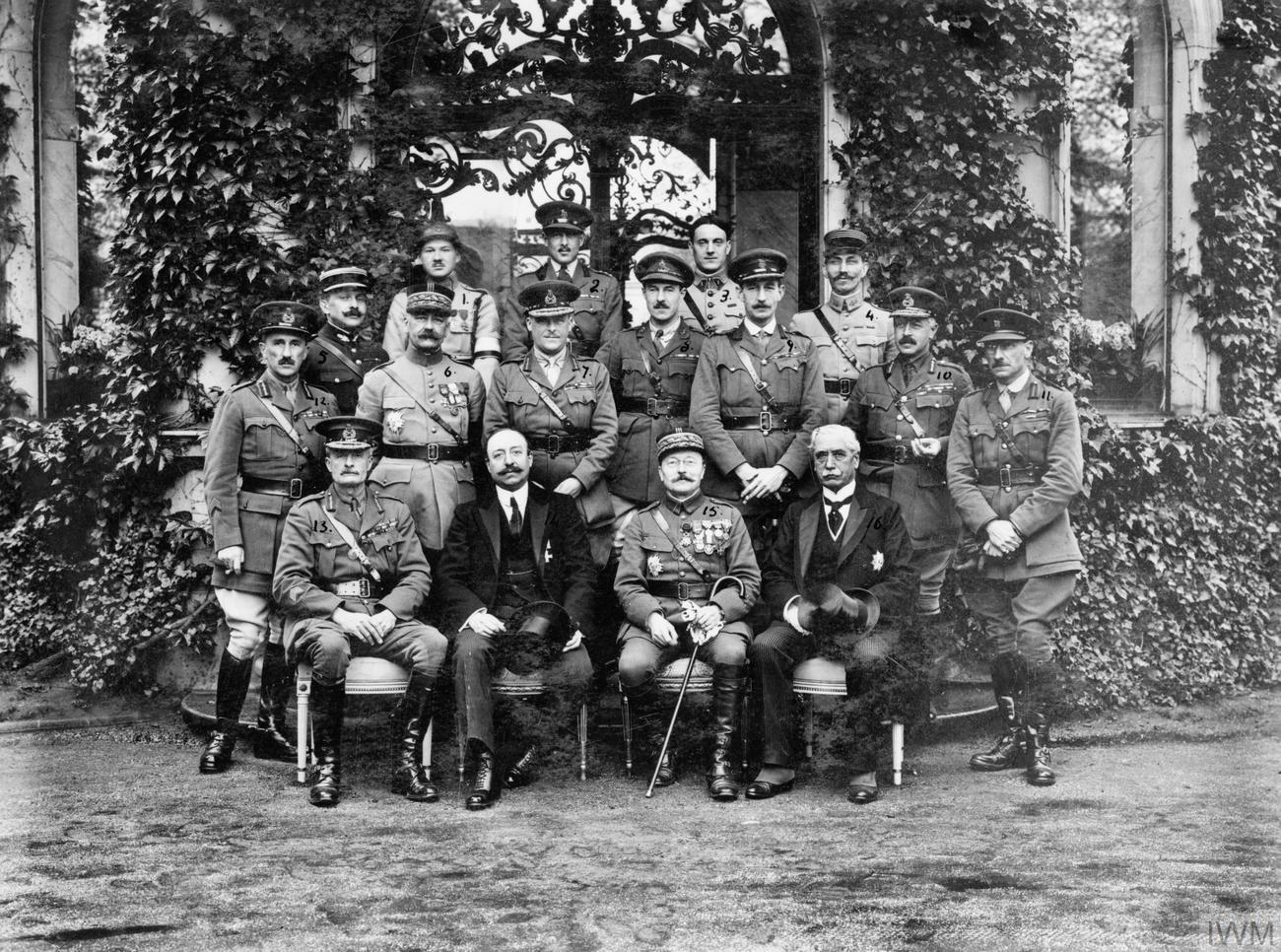
Oficjalne zdjęcie brytyjskich i francuskich oficerów oraz cywlnych komisarzy przed domem Naczelnego Dowódcy Armii Okupacyjnej w Marienbergu

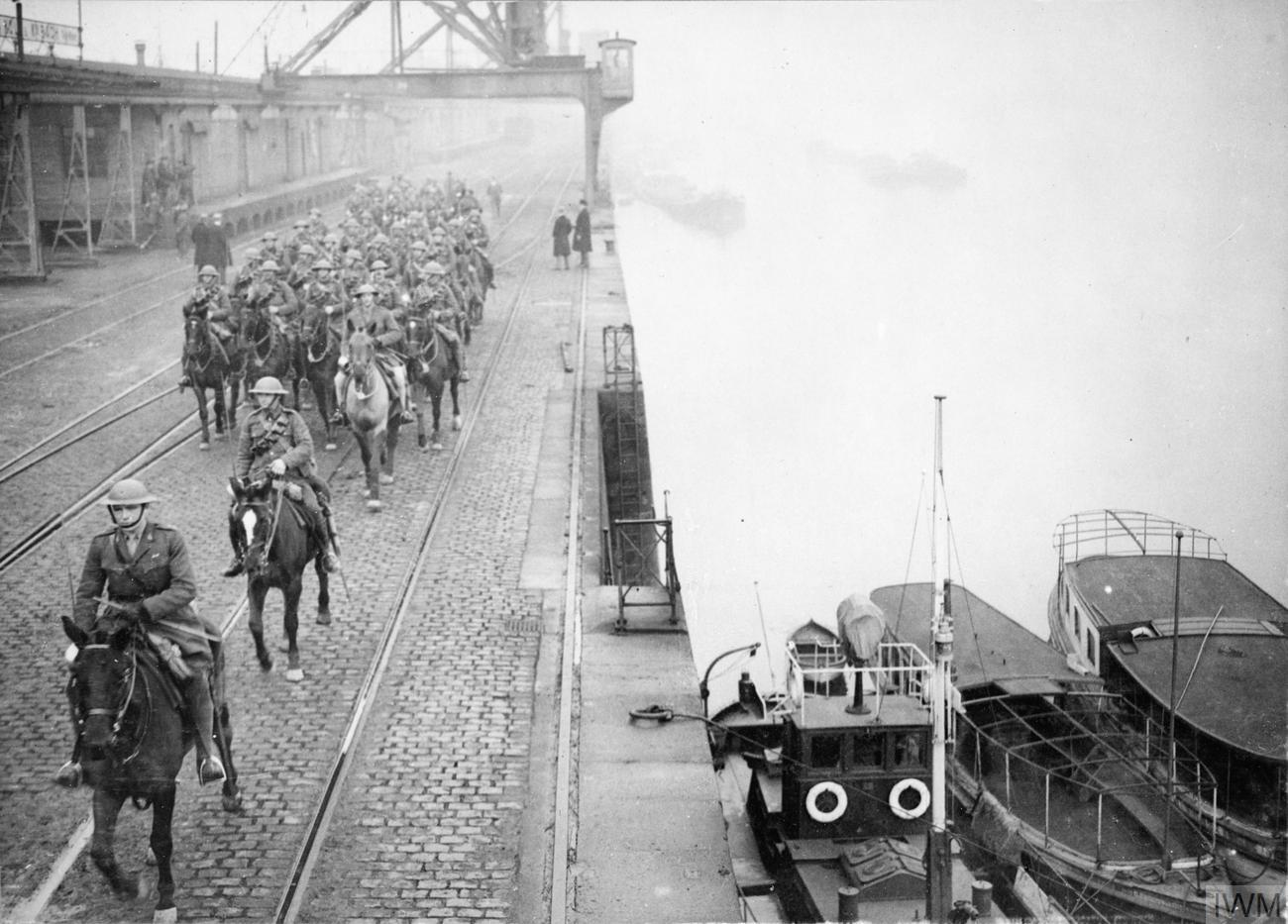
18 Pułk Huzarów w Kolonii, 6 grudnia 1918 r.

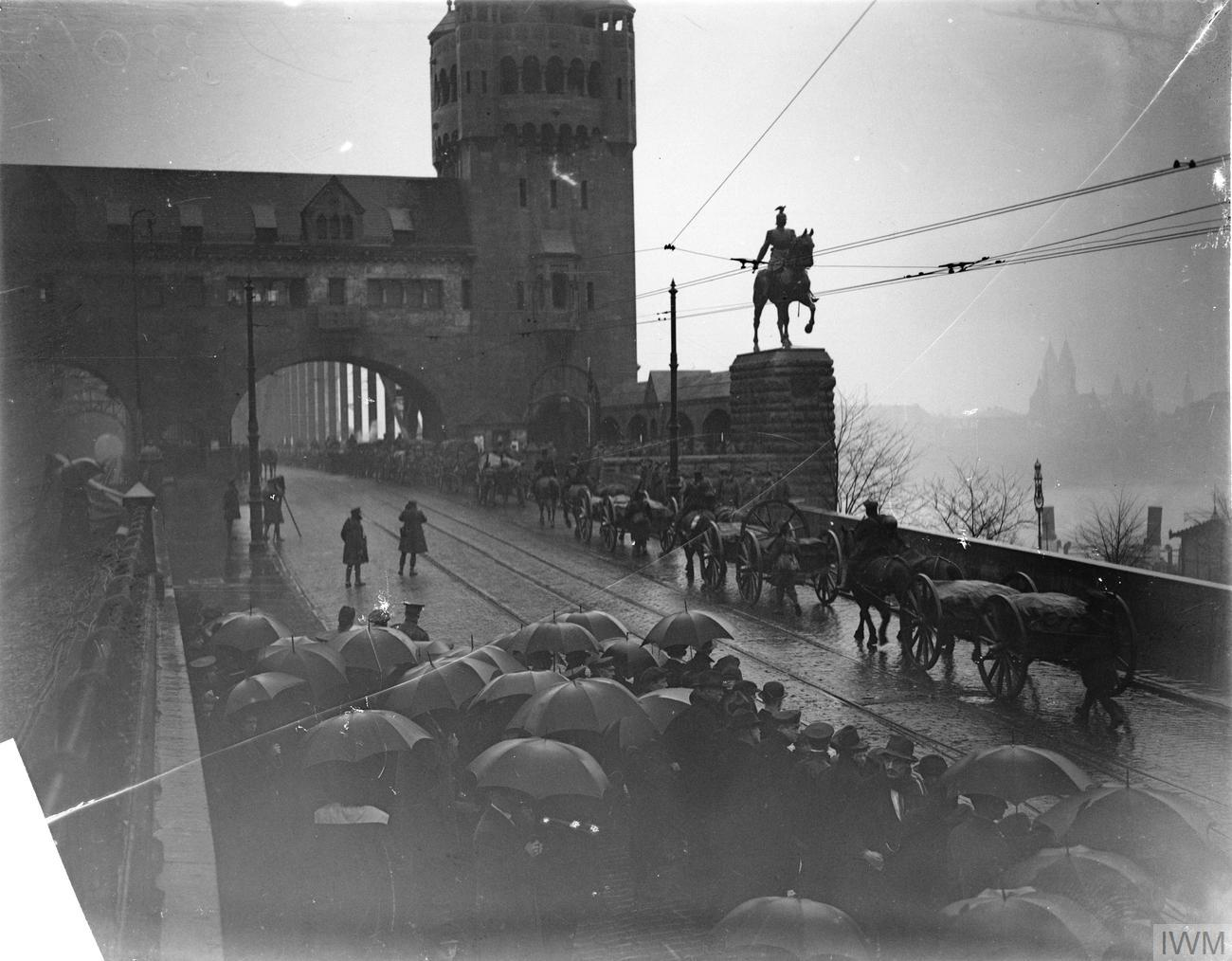
Feldmarsz. Herbert Onslow Plumer, naczelny dowódca Brytyjskiej Armii Renu, odbiera honory od 29 Dywizji Piechoty wkraczającej do Kolonii przez Most Hohenzollernów

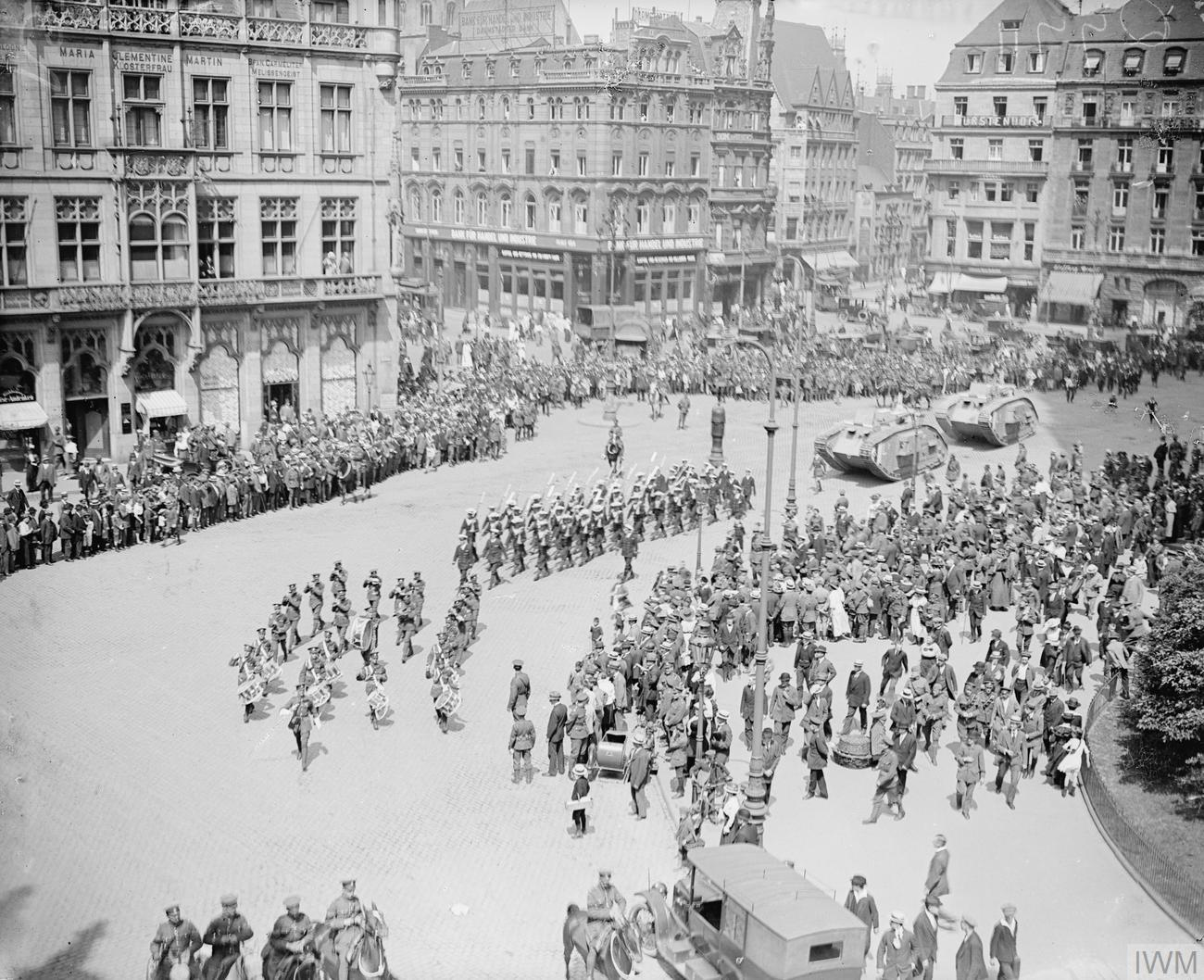
Piechota i czołgi paradujące przez Kolonię przez frontem dowódcy VI Korpusu, gen. Aylmera Haldane, czerwiec 1919 r.

Pierwsza Brytyjska Armia Renu została utworzona w marcu 1919 r. w celu realizacji zadań związanych z aliancką okupacją Nadrenii. Pierwotnie w jej skład wchodziło pięć korpusów, z których każdy składał się z dwóch dywizji piechoty oraz dywizji kawalerii:
II Korpus: dowodzony przez Clauda Jacoba
- Dywizja Lekka (utworzona na bazie 2 Dywizji Piechoty): dowodzona przez gen. George’ a Jeffreysa
- Dywizja Południowa (utworzona z 29 Dywizji Piechoty): dowodzona przez gen. Williama Henekera

IV Korpus: dowodzony przez Alexandra Godleya
- Dywizja Nizinna (utworzona z 9 Dywizji Piechoty)
- Dywizja Górska (utworzona z 62 Dywizji Piechoty)

VI Korpus: dowodzony przez Aylmera Haldane'a
- Dywizja Północna (utworzona z 3 Dywizji Piechoty)
- Dywizja Londyńska (utworzona z 41 Dywizji Piechoty)

IX Korpus: dowodzony przez Waltera Braithwaite'a, a później Ivora Maxse
- Dywizja Zachodnia (utworzona z 1 Dywizji Piechoty)
- Dywizja Środkowa (utworzona z 6 Dywizji Piechoty)

X Korpus: dowodzony przez Thomasa Morlanda
- Dywizja Lancashire (utworzona z 32 Dywizji Piechoty)
- Dywizja Wschodnia (utworzona z 34 Dywizji Piechoty)

Dywizja Kawalerii (utworzona z 1 Dywizji Kawalerii)
Większość tych jednostek była stopniowo rozwiązywana, tak że do lutego 1920 r. istniały już tylko poniższe regularne bataliony:
- 1. batalion Pułku Royal Irish
- 4. batalion Pułku Worcestershire
- 2. batalion Black Watch (Royal Highlanders)
- 1. batalion Pułku Middlesex
- 3. batalion Pułku Middlesex
- 1. batalion Pułku Durham Light Infantry

W sierpniu 1920 r. pierwszy lord Admiralicji Winston Churchill zakomunikował brytyjskiemu parlamentowi, że Brytyjska Armia Renu składa się z około 13 360 żołnierzy, w tym sztabu, kawalerii, artylerii królewskiej, inżynierów, piechoty, korpusu karabinów maszynowych, czołgów i służb pomocniczych. Oddziały były rozmieszczone głównie w okolicach Kolonii, a miesięczny koszt ich utrzymania wynosił około 300 tys. funtów. Formacja wydawała swoją własną gazetę pt. The Cologne Post.
Od 1922 r. Brytyjska Armia Renu została podzielony na dwie brygady:
1 Brygada Nadreńska
- 1. batalion Northumberland Fusiliers (1922–1926)
- 1. batalion West Yorkshire Regiment (1922–1926)
- 2. batalion Queen's Own Cameron Highlanders (1922–1926)
- 1. batalion York i Lancaster Regiment (1922–1924)
- 2. batalion Royal Berkshire Regiment (1926–1928)
- 2. batalion Royal Welch Fusiliers (listopad 1926 – październik 1929)
- 2. batalion Worcestershire Regiment (1926–1928)

2 Brygada Nadreńska
- 2. batalion Duke of Cornwall's Light Infantry (1922–1924)
- 1. batalion King's Own Yorkshire Light Infantry (1922–1924)
- 2. batalion Królewskiego Korpusu Strzelców (1922–1925)
- 1. batalion Royal Ulster Rifles (1922–1926)
- 1. batalion Pułku Manchester (1923–1924)
- 2. batalion King's Shropshire Light Infantry (1924–1927)
- 1. batalion Oxford and Bucks Light Infantry (1925–1927)
- 2. batalion Królewskich Fizylierów (1926–1929)
- 2. batalion Pułku Leicestershire (1927–1929)
- 2. batalion Pułku Dorsetshire (1928–1929)

Dowódcami byli Brytyjskiej Armii Renu w okresie międzywojennym byli:
- feldmarsz. Herbert Onslow Plumer (1918–1919)
- gen. William Robertson (1919–1920)
- gen. Thomas Morland (1920–1922)
- gen. Alexander Godley (1922–1924)
- gen. John Du Cane (1924–1927)
- gen. William Thwaites (1927–1929)

### 1945–1994

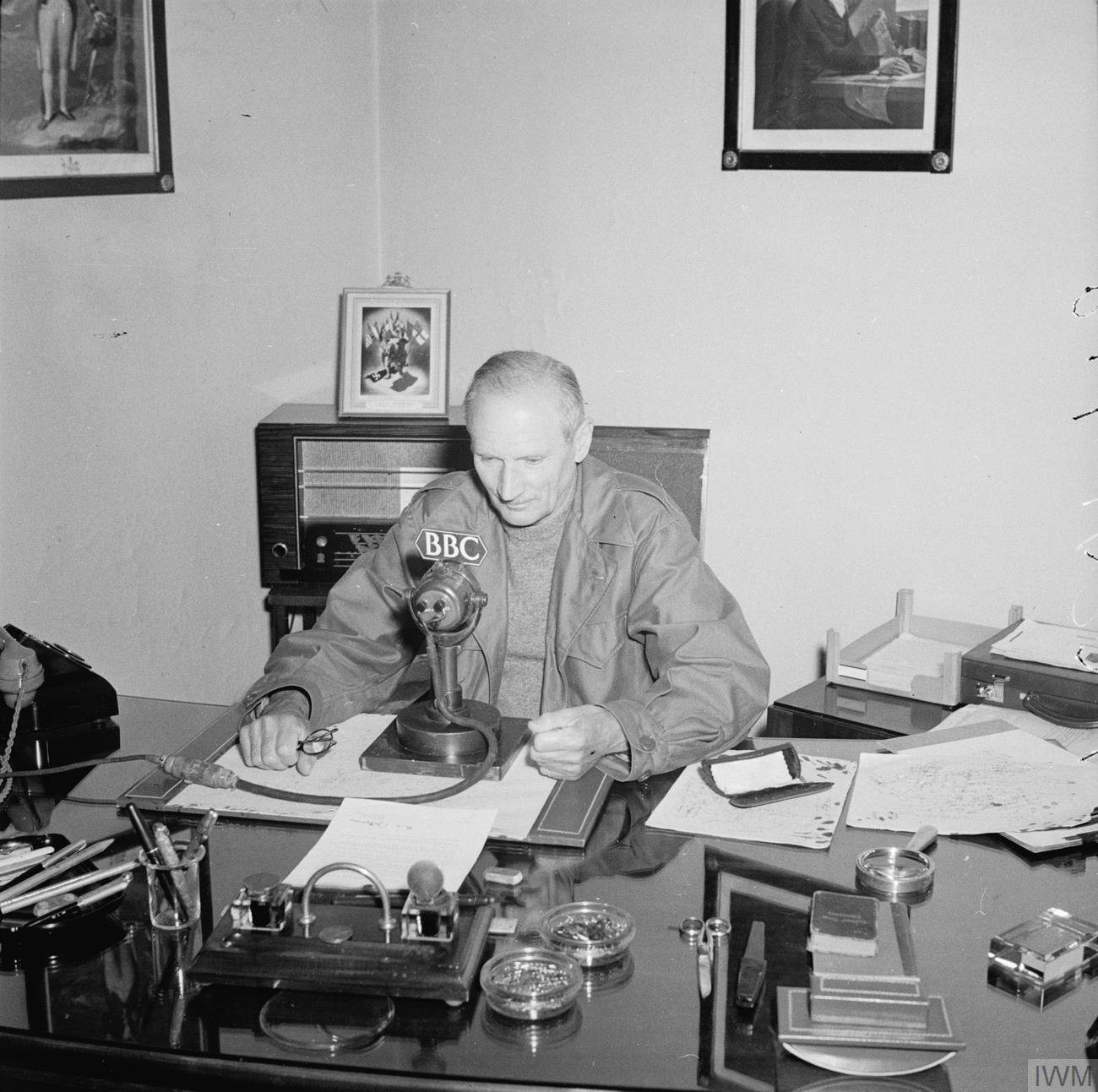
Feldmarsz. Bernard Law Montgomery nagrywa transmisję radiową dla BBC z okazji przekształcenia Brytyjskiej Armii Wyzwolenia w Brytyjską Armię Renu

Opancerzony pojazd gąsienicowy FV510 Warrior używany przez trzynaście zmechanizowanych batalionów piechoty z 1, 3 i 4 Dywizji Pancernej Brytyjskiej Armii Renu w latach 1988–1994

Druga Brytyjska Armia Renu została utworzona 25 sierpnia 1945 r. w formie przekształcenia z Brytyjskiej Armii Wyzwolenia. Jej pierwotną funkcją było kontrolowanie okręgów korpusów, które utworzyły rząd wojskowy brytyjskiej strefy okupowanych Niemiec. Po objęciu rządu przez cywilów, stał się on formacją sprawującą władzę wyłącznie nad żołnierzami brytyjskimi w Niemczech, nie była już odpowiedzialna za administrację.
Gdy potencjalne zagrożenie inwazją Związku Radzieckiego przez Nizinę Północnoniemiecką na Niemcy Zachodnie wzrosło, Brytyjska Armia Renu stała się bardziej odpowiedzialny za obronę Niemiec Zachodnich niż ich okupację. Stała się podstawowym wkładem Wielkiej Brytanii w NATO po zawarciu sojuszu w 1949 r. Jej główną formacją bojową był brytyjski I Korpus. Od 1952 r. naczelny dowódca Brytyjskiej Armii Renu był także dowódcą Grupy Armii Północnej NATO (NORTHAG) na wypadek otwartej wojny ze Związkiem Radzieckim i Układem Warszawskim. Brytyjska Armia Renu była też uzbrojona w taktyczną broń nuklearną. W 1967 r. jej siła etatowa została zmniejszona do 53 tys. żołnierzy.
Ograniczenia zbrojeniowe przyjęte w ramach tzw. Opcji Zmiany przez Brytyjskie Siły Zbrojne w 1993 r. spowodowały, że Brytyjska Armia Renu została zastąpiona siłami w wielkości ok. 25 tys. żołnierzy, podzielonymi między dowództwo Aliancki Korpus Szybkiego Reagowania w Europie, 1 Dywizję Pancerną, inne siły wsparcia bojowego i zabezpieczenia logistycznego oraz elementy administracyjne podlegające pod Brytyjskie Dowództwo Wsparcia w Niemczech. Garnizony, które w tamtym czasie zostały zamknięte, to: Soest (baza 6 Brygady Pancernej), Soltau (baza 7 Brygady Pancernej) i Minden (baza 11 Brygady Pancernej).
Dowódcami drugiej Brytyjskiej Armii Renu byli:
- feldmarsz. Bernard Law Montgomery (1945–1946)
- gen. Richard McCreery (1946–1948)
- gen. Brian Horrocks (1948)
- gen. Charles Keightley (1948–1951)
- gen. John Harding (1951–1952)
- gen. Richard Gale (1952–1957)
- gen. Dudley Ward (1957–1960)
- gen. James Cassels (1960–1963)
- gen. William Stirling (1963–1966)
- gen. John Hackett (1966–1968)
- gen. Desmond Fitzpatrick (1968–1970)
- gen. Peter Hunt (1970–1973)
- gen. Harry Tuzo (1973–1976)
- gen. Frank King (1976–1978)
- gen. William Scotter (1978–1980)
- gen. Michael Gow (1980–1983)
- gen. Nigel Bagnall (1983–1985)
- gen. Martin Farndale (1985–1987)
- gen. Brian Kenny (1987–1989)
- gen. Peter Inge (1989–1992)
- gen. Charles Guthrie (1992–1994)

W maju 1994 r. nastąpiło rozwiązanie drugiej Brytyjskiej Armii Renu.